# ホンダ・SSM
ホンダ・SSM（エスエスエム）とは、1995年の第31回東京モーターショーでホンダブースに参考展示されたコンセプトカー。1999年から2009年まで販売されたスポーツカー・S2000の試作モデルである。

## 概要
名称のSSMとは、Sports Study Modelの頭文字を採ったものである。
かつてのS800やS600などの一連のSシリーズを彷彿とさせる2シーターのオープンスポーツカーであるとともに、当時のホンダの販売ラインアップになかった駆動方式のFRを採用していた点が注目を受けた。
エンジンは、インスパイアなどに採用していた直列5気筒のG型エンジンのラインアップから2,000ccのG20AをDOHC VTECに改良したものが搭載されていた。
ボディデザインは、スポーツカーとして古典的なスタイルであるロングノーズ&ショートデッキだった。デザインに関しては、ホンダ社内で行われたものとS2000 20th FestivalにてデザインPLの澤井大輔より明らかになっている。同モータショーでSSMの向かい側に展示されていたピニンファリーナのArgento VivoとはSSMと外装が異なるものである。

## SSMからS2000へ
後にNSXの開発責任者でありインテグラタイプRの商品企画を担当した上原繁を開発責任者に据えて市販化に着手。SSMを発表した3年後の1998年10月にS2000として発表し、その半年後の1999年4月にホンダ創立50周年を記念して販売された。